# Kruisweg (Groningue)
Pour les articles homonymes, voir Kruisweg.
Kruisweg (en groningois : Kruusweg) est un village de la commune néerlandaise de Het Hogeland, situé dans la province de Groningue.

## Géographie
Le village est situé dans le nord de la province, près de Kloosterburen.

## Histoire
Créé au XIXe siècle, le village hébergea au début essentiellement des ouvriers journaliers qui allaient défricher les nouveaux polders créés dans les schorres au nord de Kloosterburen.
Le village fait partie de la commune de Kloosterburen avant 1990, puis de De Marne avant le 1er janvier 2019, où celle-ci est supprimée et fusionnée avec Bedum, Eemsmond et Winsum pour former la nouvelle commune de Het Hogeland.

## Démographie
Le 1er janvier 2018, le village comptait 340 habitants.